# Luku Kamaru
Luku Kamaru is een bestuurslaag in het regentschap Oost-Soemba van de provincie Oost-Nusa Tenggara, Indonesië. Luku Kamaru telt 559 inwoners (volkstelling 2010).